# Eriachne compacta
Eriachne compacta är en gräsart som beskrevs av Michael Lazarides. Eriachne compacta ingår i släktet Eriachne och familjen gräs. Inga underarter finns listade i Catalogue of Life.